# Berbiguières
Berbiguières är en kommun i departementet Dordogne i regionen Nouvelle-Aquitaine i sydvästra Frankrike. Kommunen ligger i kantonen Saint-Cyprien som tillhör arrondissementet Sarlat-la-Canéda. År 2022 hade Berbiguières 178 invånare.

## Befolkningsutveckling
Antalet invånare i kommunen Berbiguières
Referens:INSEE